# Little Caesars Arena
Little Caesars Arena – wielofunkcyjna hala w Detroit w stanie Michigan, w Stanach Zjednoczonych. 
Budowa rozpoczęła się we wrześniu 2014 roku, a oficjalne została oddana do użytku 5 września 2017 roku. Hala ma całkowitą pojemność ok. 22 000 miejsc, w tym 19 515 miejsc siedzących jako obiekt do gry w hokeja na lodzie i 20 332 miejsc siedzących do gry w koszykówkę. Całkowity koszt budowy wyniósł 862,9 mln dolarów.

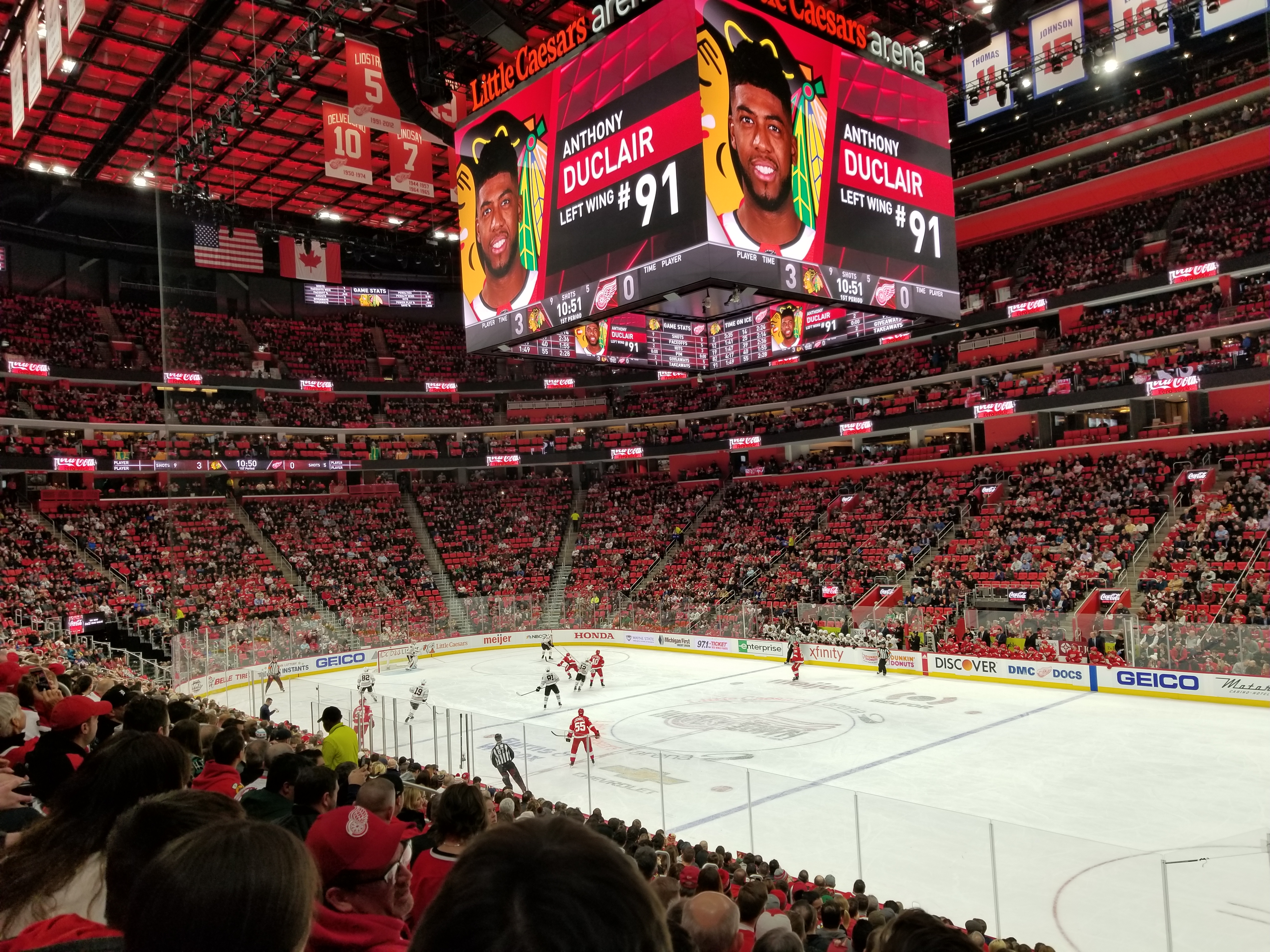
Mecz hokeja na lodzie pomiędzy drużynami Red Wings i Chicago Blackhawks, w styczniu 2018 roku

Zastąpiła Joe Louis Arenę i The Palace of Auburn Hills, obiekty sportowe w których swoje mecze rozgrywały do sezonów 2016–17 – odpowiednio drużyny: National Hockey League (NHL) Detroit Red Wings oraz National Basketball Association (NBA) Detroit Pistons.